# قسم سيلتان الريفي (مقاطعة بيجار)
قسم سيلتان الريفي (بالفارسية: دهستان سیلتان) هي منطقة سكنية تقع في إيران في قسم. يقدر عدد سكانها بـ 4,828 نسمة .